# Peregocetus
Peregocetus är ett utdött släkte av valar som levde för cirka 42,6 miljoner år sedan under eocen. Släktet tillhör familjen Protocetidae som dock är parafyletisk. Den enda kända arten är Peregocetus pacificus.
Fossilen efter Peregocetus hittades i Peru i samma geologiska lager där även den fossila valen Mystacodon påträffades. Peregocetus hade tydlig utformade extremiteter för rörelser på land vad som skiljer den från de nu levande valarna. Tidigare har liknande fossil hittats i Pakistan och Indien. Det vetenskapliga släktnamnet är sammansatt av de latinska orden pereger ("vandra iväg") och cetus ("val"). Artepitet är latin för Stilla havet.
Enligt de delar av skelettet som upptäcktes var djuret cirka 4 meter lång. Det hade en lång svans med minst 12 svanskotor.